# Morris Childs

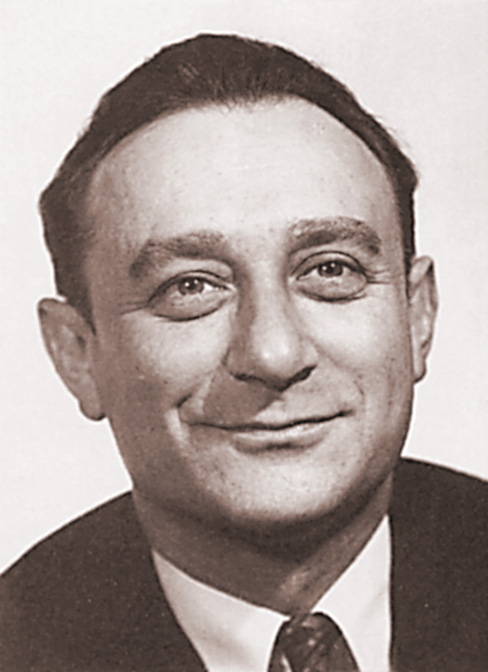

Morris Childs (Kiev, Ucrania, 1902 - Chicago, Estados Unidos, 1991) fue un agente del FBI infiltrado en el Partido Comunista de los Estados Unidos durante unos 35 años, desde el fin de la Segunda Guerra Mundial hasta la primavera boreal de 1980. Su hermano Jack, quien también había llegado a desencantarse con el comunismo, realizó algunas tareas de inteligencia similares.
A pesar de las sospechas provenientes de algunas fuentes de la inteligencia soviéticas que sugerían que ellos podían ser dobles agentes estadounidenses, en 1975 (durante el gobierno de Leonid Brézhnev) tanto Morris como Jack recibieron la Orden de la Bandera Roja (la cual era una de la más altas condecoraciones entonces otorgadas por el régimen soviético). Por otro lado, en 1987 ambos hermanos también recibieron de manos del entonces mandatario republicano estadounidense Ronald Reagan la Medalla Presidencial de la Libertad, haciendo curiosamente de ellos los únicos espías en haber sido condecorados tanto por el gobierno de los Estados Unidos como por su contraparte ideológica de la Unión Soviética.

## Morris
Nacido como Moishe Chilovsky en la capital ucraniana de Kiev en 1902, se crio en Chicago (principal urbe del estado de Illinois), cambiando su nombre por el de Morris Childs antes de comenzar a integrarse en el entonces creciente movimiento de izquierda de esa ciudad.
Se afilió en 1919 al entonces naciente Partido Comunista estadounidense (CPUSA por sus siglas en inglés). Después de haberse destacado dentro de esa organización, en 1929 fue seleccionado por el propio PCUS para ser enviado a la prestigiosa Escuela Lenin de la capital soviética de Moscú.

### Surgimiento de la Operación Solo
Morris (cuyo nombre en código era Khab) fue invitado a Moscú en abril de 1958 —en tiempos del denominado deshielo de Jrushchov— para discutir o intercambiar ideas sobre la ayuda financiera encubierta que recibiría el CPUSA. Por consiguiente, el usualmente realizaba viajes anuales a Moscú para solicitar el envío de fondos adicionales y recibir instrucciones, así como para intercambiar ideas en torno a asuntos relacionados con la política interna estadounidense y al pequeño pero activo movimiento comunista que operaba en el territorio de los Estados Unidos. Como Morris Childs, ya para ese entonces desencantado con las perspectivas que le proponía el comunismo soviético, solía realizar vuelos solitarios junto a su esposa (en inglés: solo flights) a la capital de la URSS, el FBI decidió nombrar Operation Solo a las misiones realizadas por su informante. No obstante, las mismas casi salieron involuntariamente a la luz en 1975, durante las audiencias públicas de 1975 del Senado estadounidense conocidas como Comité o Comisión Church (las cuales después del estallido del escándalo Watergate, pretendían echar luz sobre las actividades ilegales realizadas por la CIA y el FBI). No obstante, para convencer al senador demócrata Frank Church de que debía mantenerse la operación en estricto secreto tan solo bastó una mostrarle una fotografía de Morris Childs sentado en el Kremlin junto al mismísimo Secretario General del PCUS Leonid Brézhnev y a otros prominentes miembros del Politburó soviético.

### Anécdotas
En una oportunidad, luego de haber viajado a Moscú en enero de 1959 como parte de la delegación oficial del CPUSA, en una noche Morris se hirió accidentalmente el dedo meñique de su mano izquierda (dañándose seriamente la falangeta o última falange del mismo) al cerrar una bóveda de documentos del Kremlin (el reciente Congreso del PCUS lo había nombrado como archivador de registros). Cuando los doctores comenzaron a suministrarle anestesia previo a coserle su herida, él gritó que no la quería, ante la posibilidad de brindarles alguna que otra información comprometedora de esa manera. Por el contrario, extendió estoicamente su dedo para que los galenos hiciesen su trabajo. Las noticias sobre el incidente fueron pasando de boca en boca hasta, hasta llegar a los oídos del mismísimo Nikita Jrushchov. Así fue que, cuando el Congreso del Partido retomó sus funciones a la mañana siguiente, Jrushchov subió al estrado y melodramáticamente describió el heroísmo del camarada que había sufrido un terrible dolor en lugar de arriesgarse a revelar secretos de Estado ni siquiera a los confiables médicos soviéticos. Al respecto, el emocionado líder soviético -después de decirle a su audiencia que “Ese camarada está entre nosotros hoy”, llamó a Morris y lo abrazó, para después levantar su brazo herido y gritar “¡Les doy a ustedes al último de los auténticos bolcheviques!” Incluso Jrushchov anunció que la falange que Morris había perdido sería enterrada en una de las paredes del Kremlin. (sin ni siquiera imaginarse, claro está, que aquel en realidad trabajaba para el FBI, es decir, para el gobierno de los Estados Unidos).
Respecto de la exitosa Operación Solo, el ex antiguo secretario de Estado (canciller o ministro de relaciones exteriores) estadounidense Henry Kissinger -uno de los pocos políticos que llegó a estar al tanto de la delicada misión- una vez concurrió a las oficinas del centrales del FBI en Washington D. C. a decir que “Lo que ustedes están haciendo es fabuloso. Han abierto una ventana no solamente hacia el Kremlin sino hacia las mentes de los hombres en el Kremlin. Esto no tiene precedentes en la historia moderna”.
A mediados de noviembre de 1977, cuando Childs y su esposa se encontraban haciendo una escala en Praga después de haber realizado su viaje número 57 a Moscú su avión fue urgentemente llamado de regreso por orden de las “más altas autoridades”. Por momentos ambos temieron que acababan de descubrir sus verdaderas identidades y esperaron lo peor (incluso ser ejecutados). No obstante, una vez que hubieron aterrizado en la capital soviética constataron que su súbito regreso forzado se debía a que Gus Hall, el secretario general del CPUSA desde 1959, acababa por su cuenta de llegar de visita a Moscú. Sin embargo, debido a la sensación que despertó en Childs semejante sobresalto, esa fue la última vez en su vida que viajó a la URSS.

### Financiamiento soviético del CPUSA
En la década de 1960 los subsidios del KGB soviético al Partido Comunista de los Estados Unidos (CPUSA) eran de alrededor de 1 millón de dólares estadounidenses, cifra que Borís Ponomariov -uno de los principales ideólogos del PCUS- había prometido como máximo posible en 1967. No obstante, para los años 1974 y 1975 dicha cifra inicial se había incrementado hasta los USD 1,8 millones y para 1976 y 1977 se había duplicado a USD 2 millones hasta alcanzar los 2,1 millones en 1978 y los USD 2.775.000 en 1980.

### Últimos años
Pocos años antes de su muerte, el FBI decidió trasladarlo o mudarlo a una casa segura, debido a que su identidad podía eventualmente llegar a ser recostruida por los agentes del KGB que operaban en el territorio de los Estados Unidos. Morris, quien en 1988 había sido secretamente condecorado por el entonces director del FBI William Sessions, murió en 1991 a los 89 años de edad. Desde 1962 había estado casado con Eva Lieb, quien solía acompañarlo en sus periódicos viajes a Moscú y falleció en 1995.

## Su hermano Jack
Kack Childs, hermano de Morris, también se había sentido atraído por el comunismo durante su juventud, y había llegado a convertir en tesorero de la Liga Juvenil Comunista de los Estados Unidos y en 1932, en pleno régimen del dictador soviético Iósif Stalin fue enviado a Moscú para recibir entrenamiento técnico y en homicidios[cita requerida] como miembro del movimiento comunista subterráneo (underground) estadounidense.
Jack (código Marat) encubiertamente recibía dinero de agentes del KGB apostados en la ciudad de Nueva York, para secretamente financiar el CPUSA. Jack le entregaría el dinero a Morris por razones de seguridad, ya que entregárselo directamente a Gus Hall (secretario general del CPUSA) era potencialmente demasiado peligroso.